# 吳彥澍
吳彥澍（1999年10月21日—），台灣男子職業足球員，場上司職中場。現效力於中國足球甲級聯賽大連鯤城足球俱樂部，並代表中華台北男子足球代表隊競逐國際賽。

## 生平
吳彥澍就讀花蓮高中時被台灣媒體譽為「高校怪物」、「高校大物」，高中一年級曾休學赴英國切斯特菲爾踢球交流，後於17歲、18歲時相繼越級入選中華台北U-23男子足球代表隊及中華台北男子足球代表隊參與國際賽。他在高中三年級時率花蓮高中贏得107學年度全國中等學校足球聯賽寶座，也是隊史首座冠軍，其在決賽對陣北門高中時於比賽第81分鐘射入超過30碼的直接自由球，終場以3比2獲勝。
高中畢業後，吳彥澍就讀輔仁大學代表輔大參賽大專足球聯賽，並為航源足球隊競逐台灣企業甲級足球聯賽。在學期間，他為輔大贏得108學年度季軍、109學年度亞軍、110學年度季軍及111學年度季軍，個人則在111學年度攻進14球獲得銀靴獎。
大學畢業後，吳彥澍於2023年加盟中國足球甲級聯賽遼寧瀋陽城市足球俱樂部。2023年中国足球甲级联赛結束後，雙方合約亦到期，吳彥澍返臺加盟台灣企業甲級足球聯賽台電足球隊，2024年季中吳彥澍轉隊至中甲黑龍江冰城足球俱樂部。2025年轉隊至中甲球隊大連鯤城。